# روبي بيركنز
روبي بيركنز (بالإنجليزية: Robbie Perkins)‏ هو لاعب كرة قاعدة أسترالي، ولد في 29 مايو 1994 في كانبرا في أستراليا.

## وصلات خارجية
- روبي بيركنز على موقعبيزبول رفرنس.كوم (الدوري الثانوي) (الإنجليزية)